# چیکتوواگا (حوزه سرشماری)، نیویورک
چیکتوواگا (به انگلیسی: Cheektowaga) یک منطقهٔ مسکونی در ایالات متحده آمریکا است که در شهرستان ایری، نیویورک واقع شده‌است. چیکتوواگا ۶۵٫۹ کیلومتر مربع مساحت و ۷۵٬۱۷۸ نفر جمعیت دارد و ۱۹۸ متر بالاتر از سطح دریا واقع شده‌است.